# Гольден, Диана
Диана Гольденберг Хименес (исп. Diana Goldenberg Jiménez), более известная как Диа́на Го́льден (исп. Diana Goldenberg Jiménez, mas conocido como Diana Golden); род. 7 августа 1965, Кали, Колумбия) — известная колумбийская и мексиканская актриса
. С началом работы в мексиканском кинематографе, проживает в Мексике.

## Биография
Родилась 7 августа 1965 года в колумбийском городе Кали. Начала творческой путь будущая актриса в качестве певицы, и успешно выступив на сцене, в 1970-х годах, она получает премию «Золотой Оскар (исп. Óscar Golden)», и режиссёры, приметившие её, приглашают в ряд своих телесериалов и теленовелл. Для успешного продвижения в качестве актрисы, она проходит стажировку в США, в знаменитом Голливуде, где за очень короткое время, актриса научилась навыкам актёрского мастерства. В связи с тем, что актриса получает премию Золотой Оскар, и сократив свою фамилию, она берёт псевдоним — Гольден (что в переводе на русский язык означает — золотой).
Настоящий успех приходит к актрисе в 1989 году, где она исполняет роль Кармен в культовой теленовелле «Просто Мария», после которого актрису узнал весь мир, в том числе и Россия.
В 2006 году принимает участие в эротической фотосессии для эротического журнала «Playboy», с размещением её фотографии на обложке данного журнала.

## Фильмография
Сериалы студии Televisa
- 1989 — Просто Мария…. Кармен (дубляж — Екатерина Васильева)
- 1992 — Дедушка и я…. эпизод
- 1992 — Американская карусель…. эпизод
- 1992 — Мария Мерседес…. эпизод
- 1993 — Валентина…. эпизод
- 2001 — Злоумышленница…. эпизод
- 2005 — Мачеха…. Патрисия Ибаньес#1
- 2005 — Перегрина…. эпизод
- 2006 — Любовь без границ…. эпизод
- 2007 — Любовь без макияжа…. эпизод (продолжение сериала Любовь без границ)
- 2008 — Остерегайтесь ангела…. эпизод